# André Boeckel
Pour les articles homonymes, voir Boeckel.
Charles Marcel André Bœckel, né le 16 juin 1882 à Strasbourg (District de Basse-Alsace) et mort à 23 mars 1933 à Strasbourg (Bas-Rhin), est un médecin et chirurgien français spécialiste d'urologie.

## Aperçu biographique

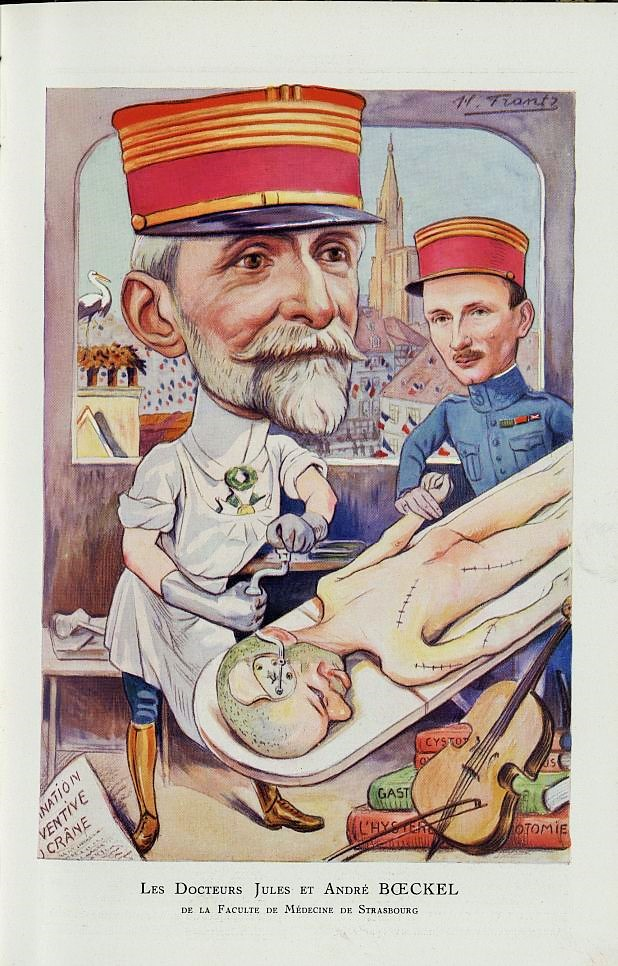
« Les docteurs Jules et André Boeckel »
Portait charge de H. Frantz, Chanteclair, 1923.
Coll. de la Biu Santé.

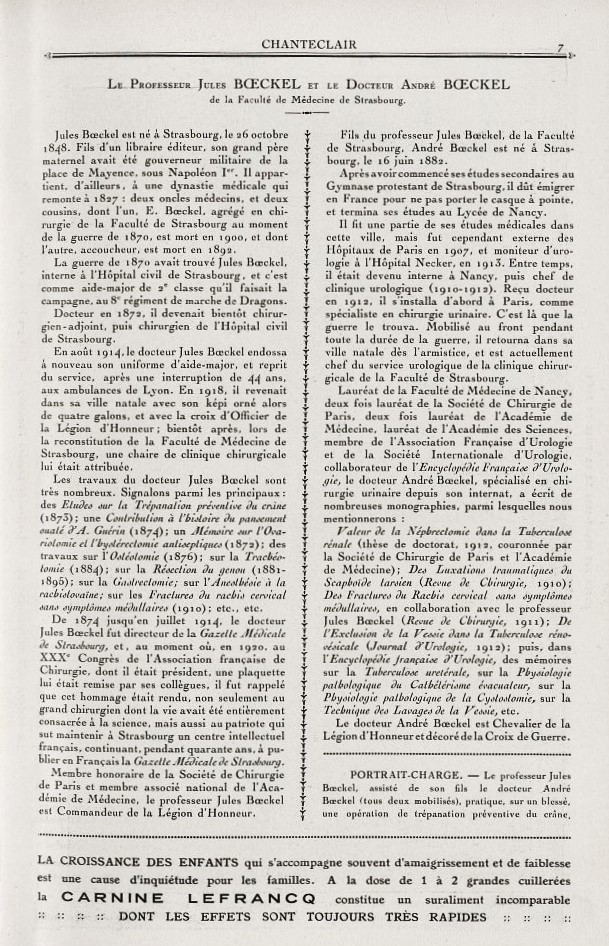
« Les docteurs Jules et André Boeckel », Chanteclair 1923. Coll. de la Biu Santé.

Il commence ses études au Gymnase Jean Sturm mais les poursuit à Nancy pour fuir l'Alsace annexée. Il est externe des Hôpitaux de Paris en 1907 où il rencontre Félix Legueu, puis interne et chef de clinique urologique (1910-1912) à Nancy. Mobilisé pendant toute la Grande Guerre, il est envoyé au front dans la Somme, à Ypres, en Roumanie puis en Italie.
Après la guerre, il est le collaborateur de Louis Sencert puis de René Leriche à la Faculté de médecine de Strasbourg. Il crée et prend la direction du service d'urologie de la clinique chirurgicale A. Il est victime d'une septicémie contractée après une blessure lors d'une opération d'un
patient diabétique souffrant d'un phlegmon du périnée.
Il est lauréat de faculté de médecine de Nancy, de la Société de chirurgie de Paris, de l'Académie de médecine et de l'Académie des sciences. Il est membre de la Société française d'urologie et de la Société internationale d'urologie.
Il est le fils de Jules Boeckel et le neveu d'Eugène Boeckel.

## Distinctions
- Croix de guerre
- Chevalier de la Légion d'honneur
- Chevalier de l'Étoile de Roumanie

## Œuvres et publications
- Valeur de la néphrectomie dans la tuberculose rénale, Chapelot (Paris), 1912, 1 vol. (756 p.) : fig., 5 pl. h. t. ; In-8.
- Un cas d'incontinence d'urine rebelle, guéri rapidement par le traitement antisyphilitique, [Extrait du Bulletin de l'Association française d'urologie, Doin (Paris), 1919, 1 vol. (5 p.) ; In-8.
- Un cas de syphilis vésicale, [Extrait du Bulletin de l'Association française d'urologie], impr Hérissey (Evreux), 1921, 1 vol. (3 p.) ; In-8.
- Calcul vésical développé au pourtour d'un fragment de mèche après prostatectomie, [Extrait de : "Bulletins et Mémoires de l'Association française d'urologie", 1923], Doin (Paris), 1925, 1 vol. (8 p.) ; In-8.
- Uretère bifide et bassinet double du côté gauche. Uropyonéphose partielle avec atrophie du segment rénal correspondant. Néphrectomie. Guérison, [Extrait du Bulletin de la Société française d'urologie. N 9. Séance du 8 décembre 1924], impr. Maretheux (Paris), 1924, 1 vol. (9 p.) ; In-8.
- Vaccinthérapie et Sérothérapie dans la gonococcie, [Extrait de : "Bulletins et Mémoires de l'Association française d'urologie", 1923], Doin (Paris), 1924, 1 vol. (4 p.) ; In-8.
- Rein tuberculeux atteint de lésions minimes : Pas de déficience fonctionnelle. Néphrectomie Guérison, [Extrait du Journal d'urologie, n 3, septembre 1924], Masson (Paris), 1924, 1 vol. (3 p.) ; In-8
- Quelques cas de gonococcie génitale-latente sans urétrite gnococcique premonitoire, [Extr. des Bull. et Mem. de l'Assoc. française d'urologie, 1925], Doin (Paris), 1925, 1 vol. (16 p.) ; In-8.
- Deux cas de pyélonéphrite unilatérale à forme hématurique, [Extrait des Bulletins et Mémoires de l'Association française d'urologie (1924)}, Doin (Paris), 1925, 1 vol. (5 p.) ; In-8.

En collaboration
- avec Jules Boeckel, Des fractures du rachis cervical sans symptômes médullaires, Alcan (Paris) , 1911.
- avec L. Heully, Une forme rare de tumeur des glandes salivaires : cylindrome de la glande sublinguale, [Extrait de la Revue de chirurgie, 1911], Alcan (Paris), 1911, 1 vol. (p. 468-481) ; in-8.